# Všechovice (district de Přerov)
Pour les articles homonymes, voir Všechovice.
Všechovice (en allemand : Wschechowitz) est une commune du district de Přerov, dans la région d'Olomouc, en République tchèque. Sa population s'élevait à 849 habitants en 2020.

## Géographie
Všechovice se trouve à 10 km au sud de Hranice, à 16 km à l'ouest de Valašské Meziříčí, à 23 km à l'est de Přerov, à 40 km à l'est-sud-sud-est d'Olomouc et à 248 km à l'est-sud-est de Prague.
La commune est limitée par Malhotice au nord, par Rouské à l'est, par Provodovice au sud-est, par Horní Újezd au nord-ouest, et par Býškovice au nord-ouest.

## Histoire
La première mention écrite de la localité date de 1281.

## Galerie

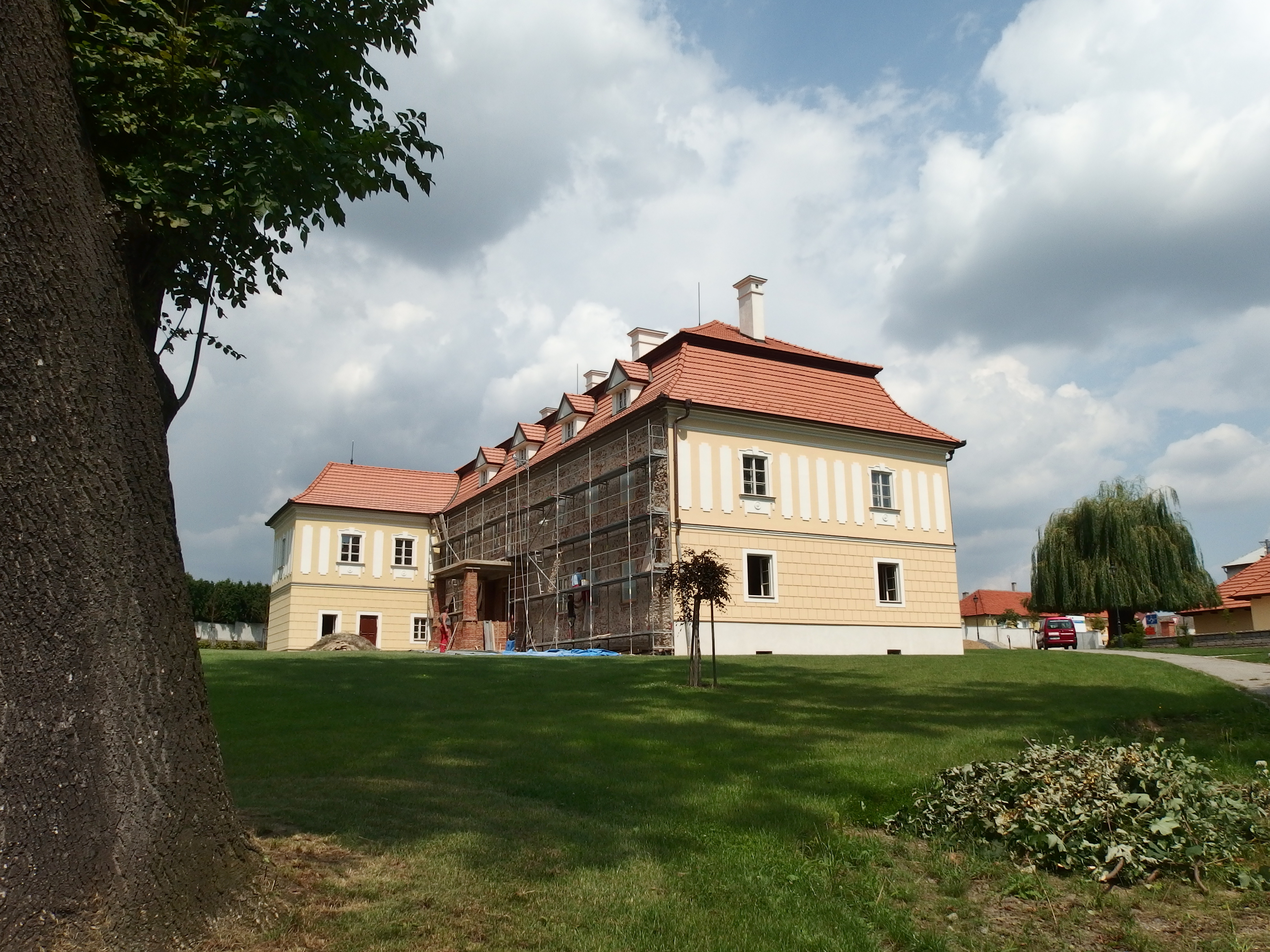
Château de Všechovice.

## Transports
Par la route, Všechovice se trouve à 12 km de Hranice, à 19,5 km de Valašské Meziříčí, à 28 km du centre de Přerov, à 51 km d'Olomouc et à 307 km de Prague.